# Zan zan zan/Sogno americano
Zan zan zan/Sogno americano è un singolo della cantante pop rock italiana Donatella Rettore, pubblicato in formato 45 giri nel 1989, su etichetta Fonit Cetra. 

## Storia
Il singolo è l'ultimo pubblicato in questo formato per la cantante, escludendo le ristampe negli anni duemiladieci di alcuni suoi singoli del passato per il circuito delle edicole. Dopo un breve periodo alla  CGD  e alla  Ricordi  la cantautrice passa alla  Lupus, piccola etichetta romana fondata da Franco Califano con la quale realizza l'album  Rettoressa  che, al pari delle precedenti esperienze con le suddette etichette non ha successo. 
Viene pubblicata una raccolta, la seconda ufficiale contenente tutti brani del periodo  Ariston  e  Ricordi più i due inediti pubblicati su singolo e scritti dalla coppia Rettore/Rego.

## Edizioni
Il singolo è stato pubblicato su etichetta Fonit Cetra con distribuzione Dischi Ricordi S.p.a. con numero di catalogo SP 1882.

## Tracce
1. Lato A: Zan zan zan - 4:09 (Rettore/Rego)
2. Lato B: Sogno americano - 3:22 (Rettore/Rego)